# Indrias Rehmat
Joseph Indrias Rehmat (ur. 1 lipca 1966 w Okara) – pakistański duchowny katolicki, biskup Fajsalabadu od 2019.

## Życiorys
25 września 1992 otrzymał święcenia kapłańskie i został inkardynowany do diecezji Fajsalabad. Po kilkuletnim stażu wikariuszowskim odbył na Akademii Alfonsjańskiej w Rzymie studia doktoranckie z teologii moralnej. Po powrocie do kraju został wykładowcą instytutu teologicznego w Karaczi (w latach 2014–2019 był też jego dziekanem). Pełnił jednocześnie funkcje m.in. wychowawcy seminarium w Karaczi oraz proboszcza miejscowej parafii Najśw. Serca Jezusowego.
29 czerwca 2019 papież Franciszek mianował go biskupem diecezjalnym Fajsalabadu. Sakry udzielił mu 13 września 2019 kardynał Joseph Coutts.